# Нерешённые проблемы статистики
Существует множество давнишних открытых проблем математики, для которых решение всё ещё не найдено. Открытые проблемы статистики, в общем случае, имеют другой характер: согласно Джону Тьюки
трудности в идентификации проблем значительно более значимы для статистики, чем трудности в их решении.
Список из «одной или двух задач» (на самом деле 22-х) был представлен Дэвидом Коксом.

## Вывод и тестирование
- Как обнаруживать и корректировать систематические ошибки, особенно в тех науках, где велики случайные ошибки (случай, который Тьюки назвал неудобной наукой).
- Оценка Грейбилла-Дила часто используется для оценки общего среднего двух нормальных популяций с неизвестными и, возможно, неравными дисперсиями. Хотя эта оценка является несмещённой в общем случае, вопрос о её допустимости (см. en:Admissible decision rule) остаётся открытым.[3]
- Метаанализ: Хотя независимые p-значения могут быть построены посредством метода Фишера, методы для работы с зависимыми p-значениями всё ещё разрабатываются.
- Проблема Беренса-Фишера: Юрий Линник в 1966 показал, что не существует равномерно наиболее мощного критерия для различия двух средних, когда дисперсии неизвестны, а вероятности неравны. То есть, не существует точного теста (подразумевается, что если средние на самом деле равны, то вероятность отклонения нулевой гипотезы точно равна α), который является также наиболее мощным для всех значений дисперсий. Хотя существует множество приближённых решений (таких как t-тест Уэлча), проблема продолжает привлекать внимание[4] как одна из классических проблем статистики.
- Множественные сравнения: Существуют различные способы отрегулировать p-значения, чтобы компенсировать для параллельного или последовательного тестирования гипотезы. Особый интерес представляет то, как одновременно контролировать уровень ошибок везде, сохраняя статистическую мощность, а также, как включить взаимодействие между тестами в эту регулировку. Эти вопросы особенно важны, когда число одновременных тестов может быть очень большим, как в случае анализа данных с ДНК-микрочипов.
- Байесовская статистика: был предложен список проблем Байесовской статистики.[5]

## Планирование эксперимента
- Так как теория латинских квадратов является краеугольным камнем в планировании экспериментов, то решение проблем латинских квадратов имело бы мгновенное применение в планировании эксперимента.

## Проблемы более философской природы
- Проблема восхода солнца: Какова вероятность, что Солнце завтра взойдёт?
- Теорема о конце света: На сколько веским является вероятностный аргумент, который претендует на то, чтобы предсказать будущее время жизни человечества, основываясь только на оценке общего числа родившихся людей?
- Парадокс обмена: До сих пор открытая проблема среди субъективистов, консенсус по которой ещё не достигнут. Примерами являются:
  - Задача о двух конвертах
  - Парадокс галстуков